# Sira Station
Sira Station (Sira stasjon) er en jernbanestation på Sørlandsbanen, der ligger i bygden Sira i Flekkefjord kommune i Norge. Stationen består af nogle få spor, to perroner og en stationsbygning i gråmalet træ.
Jernbanen kom til Sira i 1904, da Jærbanen blev forlænget som Flekkefjordbanen fra Egersund til Flekkefjord. I 1940 påbegyndtes arbejdet med tilslutningen til Sørlandsbanen, der kom til at overtage Flekkefjordbanens strækning fra Sira til Egersund. Det betød blandt andet, at banen blev omlagt over en 3,2 km lang strækning mellem Sirnes og Sira. 17. december 1943 åbnedes stationen sammen med denne del af Sørlandsbanen. Året efter blev den resterende del af Flekkefjordbanen gjort til en sidebane, der var i trafik indtil 1990. Efterfølgende har den i et vist omfang været benyttet til dræsinekørsel med turister.